# 圣贝兰苏桑维涅
圣贝兰苏桑维涅（法語：Saint-Berain-sous-Sanvignes，發音：[sɛ̃ beʁɛn su sɑ̃viɲ] ⓘ，发音同“Saint-Bérain-sous-Sanvignes”，意为“桑维涅下方的圣贝兰”）是法国索恩-卢瓦尔省的一个市镇，属于欧坦区。

## 地理
圣贝兰苏桑维涅（46°42'24"N, 4°17'43"E）面积45.07 平方千米，位于法国勃艮第-弗朗什-孔泰大區索恩-卢瓦尔省，该省份为法国中部省份，北起顺时针与科多尔省、汝拉省、安省、罗讷省、卢瓦尔省、阿列省和涅夫勒省接壤。
与圣贝兰苏桑维涅接壤的市镇（或旧市镇、城区）包括：沙尔穆瓦、桑维涅莱米讷、蒙索莱米讷、布朗济、圣欧仁。
圣贝兰苏桑维涅的时区为UTC+01:00、UTC+02:00（夏令时）。

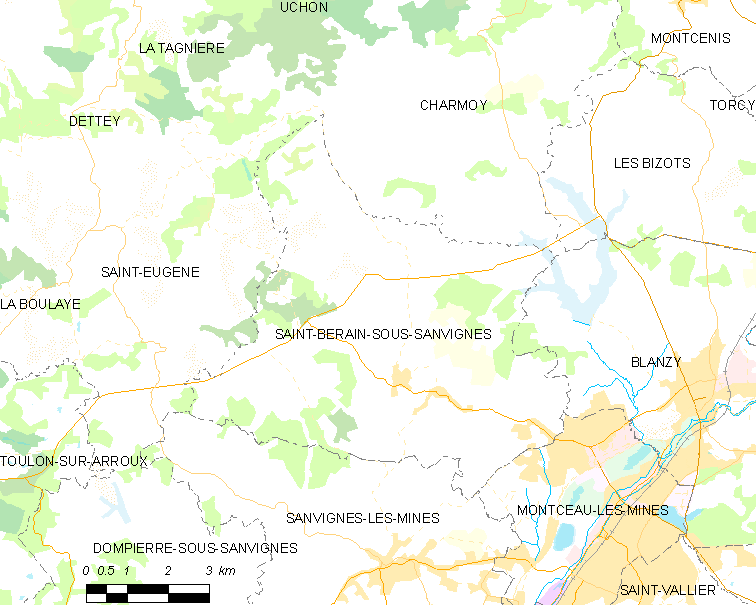
圣贝兰苏桑维涅的OSM定位图

## 行政
圣贝兰苏桑维涅的邮政编码为71300，INSEE市镇编码为71390。

## 政治
圣贝兰苏桑维涅所属的省级选区为蒙索莱米讷县。

## 人口

1962-2008年间圣贝兰苏桑维涅人口变化图示

圣贝兰苏桑维涅于2022年1月1日时的人口数量为1106人。